# ホエールタウンおしか

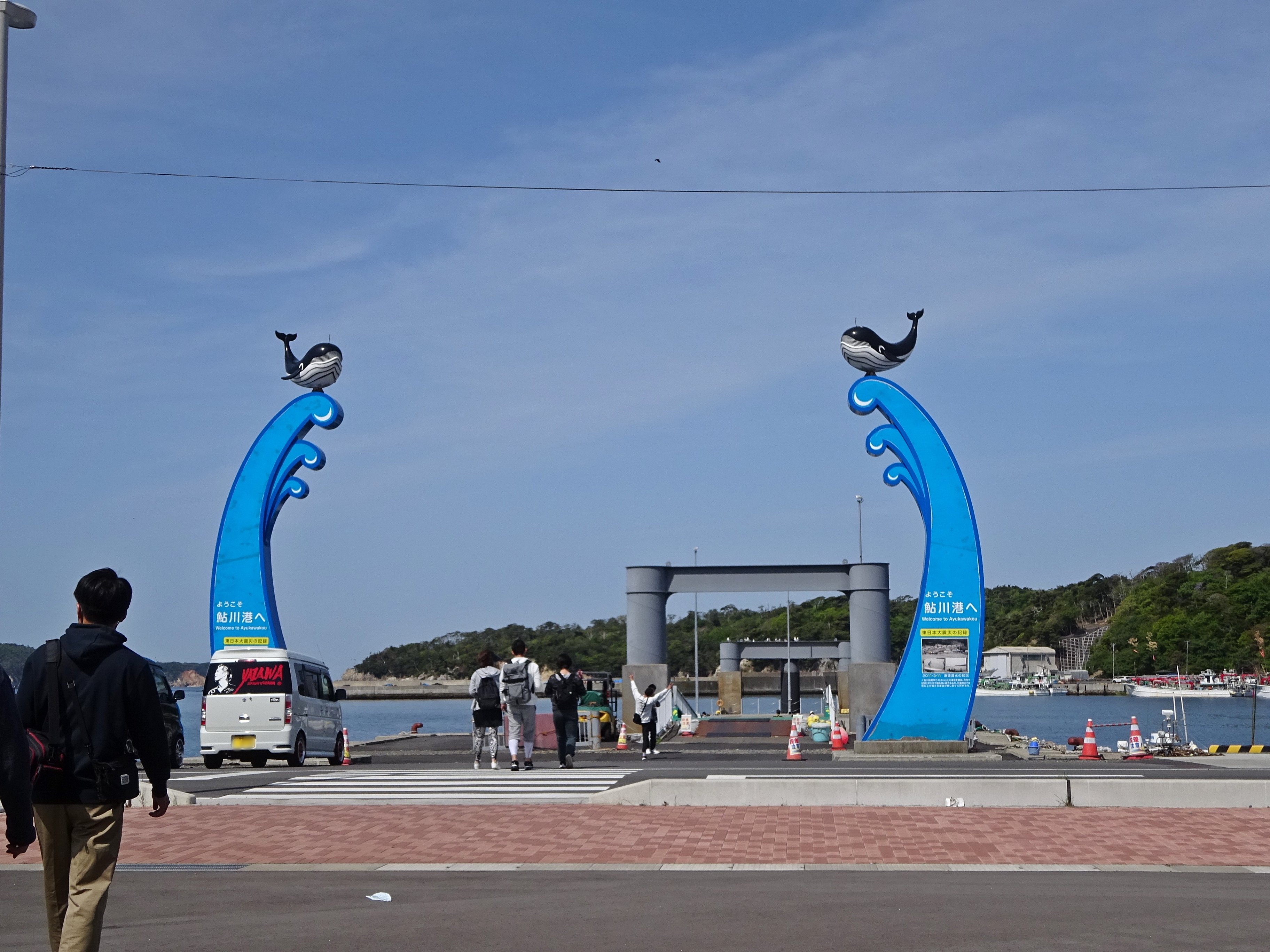
隣接する鮎川港

ホエールタウンおしかは、宮城県石巻市鮎川浜に所在する観光交流拠点施設である。
鮎川まちづくり協会が運営し、観光物産交流施設Cottu（こっつ）や牡鹿半島ビジターセンター、おしかホエールランドなどの施設で構成される。

## 施設

### 観光物産交流施設Cottu
2019年10月4日にオープンし、内部には観光インフォメーションセンターや網地島ラインの発券場と待合所、飲食店、物産販売店などの7つのテナントからなる。鉄骨造で床面積1286m2のつくりとなっている。
Cottu（こっつ）の愛称の由来は「こっち」の石巻弁の訛りで、「こっちにおいで」「素敵な時間を過ごせるのはこっち」といった意味合いをもつ。
開館時間は8:30〜17:00で、年中無休である。

#### テナント
2021年2月時点では施設内には以下のテナントが所在する。
- プラザサイトー

営業時間は11:00〜16:00、定休日は火曜日。
- 黄金寿司

おしかのれん街から移転。営業時間は11:00〜17:00、定休日は木曜日。
- 海鮮レストランなぎさ

営業時間は11:00〜16:00、定休日は木曜日。
- 鯨歯工芸千々松商店

おしかのれん街から移転。営業時間は9:30〜16:00、定休日は水曜日。
- 外房捕鯨（株）くじら屋

営業時間は9:00〜16:00、年中無休。
- 網地島ライン（株）

営業時間は6:50〜16:50、年中無休。
- 金華山航路事業協同組合

営業時間は9:00〜15:00、年中無休。

### 牡鹿半島ビジターセンター
2019年10月4日にオープンした、三陸復興国立公園の南端にあたる牡鹿半島エリア（金華山・網地島・田代島を含む）の自然環境や自然とともに生きる人々の暮らしを紹介する施設である。また、その地域の季節ごとの見どころやアクティビティ情報を発信しているほか、クラフト体験やセミナーも開催している。
開館時間は9:00〜16:30、休館日は水曜日、年末年始、入館料は無料。

### おしかホエールランド

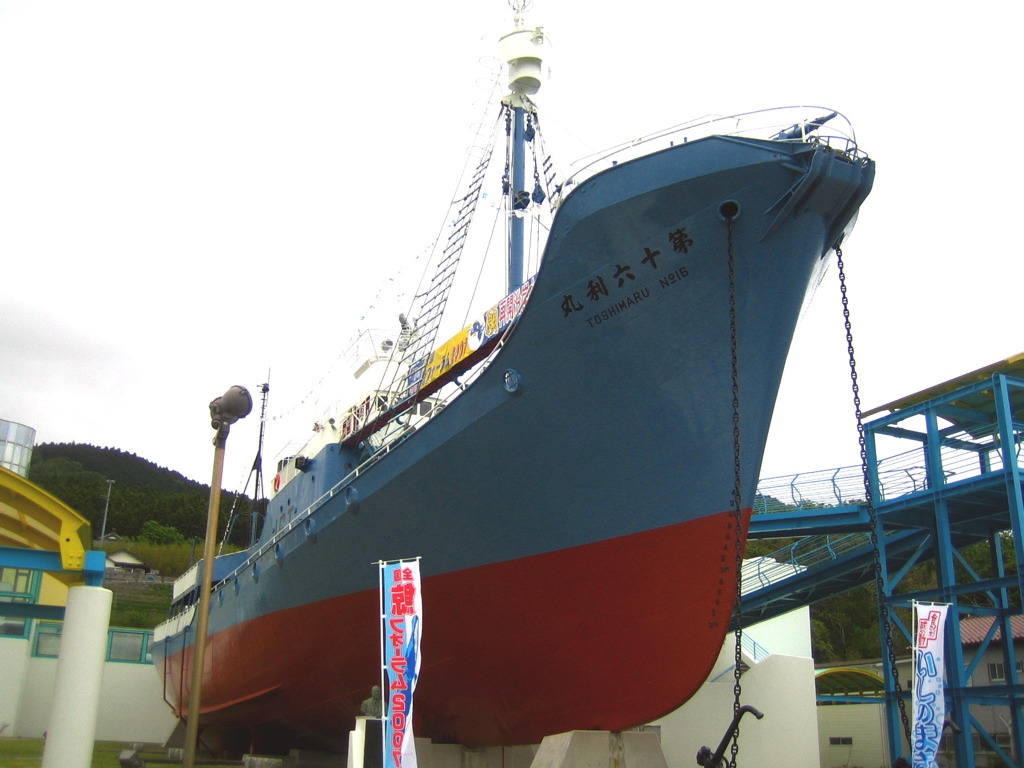
捕鯨船第十六利丸

1990年開業。建設にあたってはふるさと創生事業が利用された。東日本大震災の津波による被災を経て、2020年7月22日、9年4カ月ぶりにリニューアルオープン。
クジラの生態や特徴、捕鯨の町として栄えてきた鮎川・牡鹿の文化を楽しみながら学ぶことができる施設であり、施設内には捕鯨の歴史や工芸品などの展示や東北地方太平洋沖地震に伴う津波による被害を免れた16.9ｍの国内最大級のマッコウクジラの骨格標本が展示されている。
2020年8月20日には開館から約1ヶ月しか経っていなかったにもかかわらず、来館者が1万人を越した。
2021年11月18日、昭和後期に捕鯨産業の第一線で活躍した第十六利丸が東日本大震災の復旧工事を終えて一般公開された。ホエールランド広場で再開式典があり、石巻市立鮎川小学校の児童らによる和太鼓を披露された。捕鯨船は全長約70メートル、幅9.9メートル、重さ約760トンであり、完成は1958年、南極海や金華山沖で約30年間操業したものである。
開館時間は9:00〜16:00、入館料は大人が400円、大・高校生が300円、中・小学生が200円である。

## アクセス
- 三陸沿岸道路
  - 石巻女川ICから車で約60分。
  - 石巻河南ICから車で約60分[13]。
- 網地島ライン
  - 門脇乗り場から定期船で約60分[14]。
- ミヤコーバス
  - JR渡波駅から鮎川港までミヤコーバス鮎川線で1時間[13]。
  - JR石巻駅から鮎川港までミヤコーバス鮎川線で1時間20分[13]。